# Samur-Abşeron Kanalı
Samur-Abşeron Kanalı är en kanal i Azerbajdzjan. Den ligger i distriktet Apsjeron, i den nordöstra delen av landet, 180 km nordväst om huvudstaden Baku.
Trakten runt Samur-Abşeron Kanalı består till största delen av jordbruksmark. Runt Samur-Abşeron Kanalı är det ganska glesbefolkat, med 48 invånare per kvadratkilometer.